# Al-Balâdhurî
Al-Balâdhurî ou Aḥmad ibn Yaḥyâ ibn Jâbir ibn Dâwûd, est un historien irakien de Bagdad ayant vécu au IXe siècle, mort en 892 (an 279 de l'Hégire), l'une des sources musulmanes principales avec Tabari sur les premiers temps de l'islam.

## Biographie
Les informations sur lui se trouvent dans le Kitâb al-Fihrist, dans le Mu‘jam al-Udabâ de Yaqût al-Rûmî, dans le Fawât al-Wafayât de Muhammad ibn Shâkir al-Kutubî.

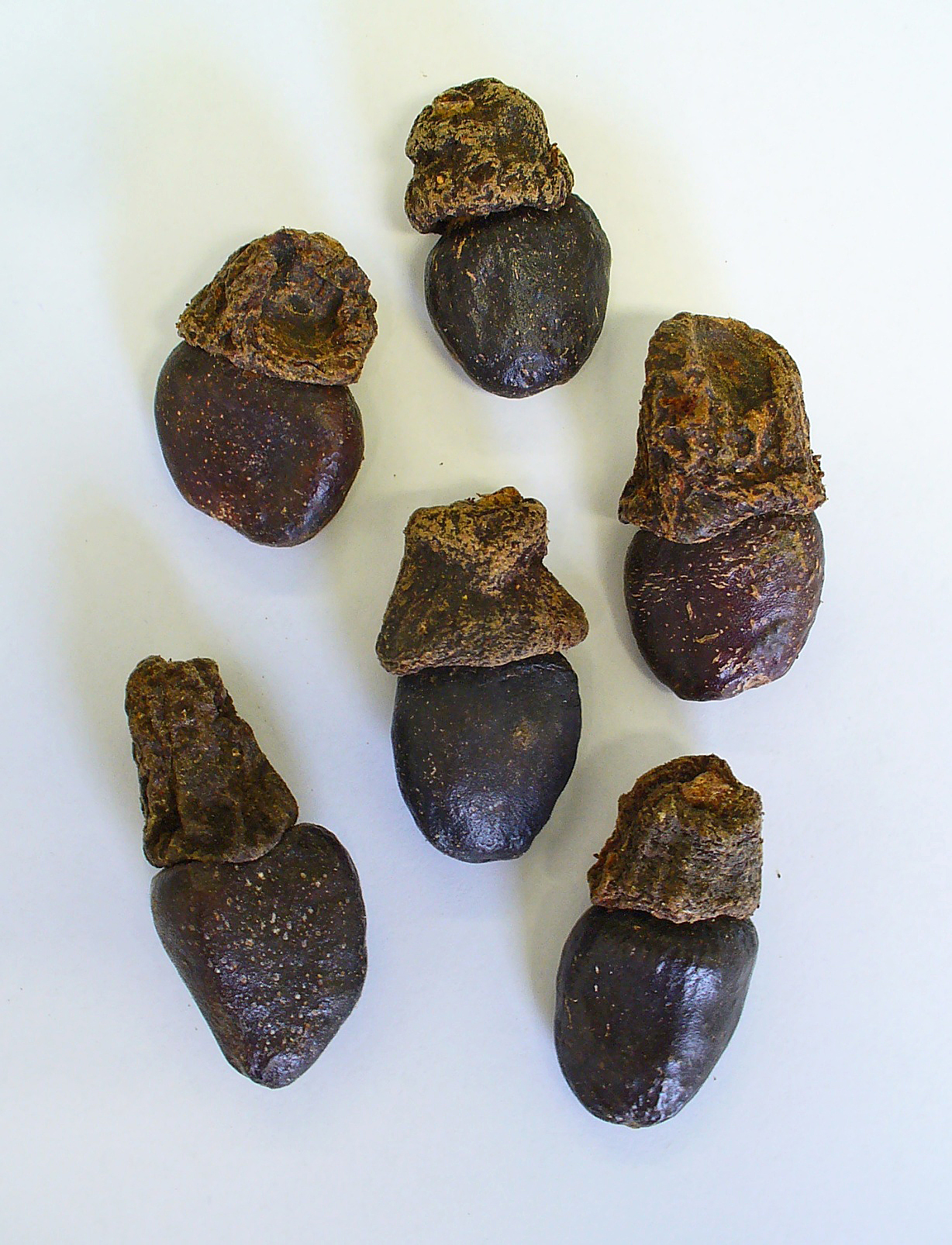
La noix appelée balâdhur en arabe

Né à Bagdad peu avant 800, il était sans doute d'une famille d'origine persane. Son grand-père Jâbir fut le secrétaire d'al-Khasîb, gouverneur de l'Égypte sous le règne du calife Hârûn al-Rashîd. Il étudia notamment en Syrie, à Homs et à Antioche, sous des maîtres distingués. Il fréquenta le palais des califes entre les règnes d'al-Ma‘mûn et d'al-Mu‘tazz, ayant été spécialement lié à Ja‘far al-Mutawakkil (regn. 847-861). Sa carrière dans cette cour fut d'ailleurs sans éclat, car on ne lui connaît aucun rôle historique. La tradition selon laquelle il aurait été précepteur du prince lettré ‘Abdallâh ibn al-Mu‘tazz repose sans doute sur une confusion de nom.
Après l'assassinat d'al-Mu‘tazz (869), il se retira de la cour et connut des difficultés financières. Il tenta ensuite de capter la faveur de plusieurs vizirs. Il mourut très âgé, après avoir absorbé, dit-on, un suc extrait de la noix de la plante Semecarpus anacardium (noix appelée balâdhur en arabe) ; cette ingestion produisit un délire tel qu'il fallut paraît-il l'attacher à son lit. Son surnom al-Balâdhurî serait donc posthume.

## Œuvre
Il pratiqua la poésie de cour, ayant commencé par des poèmes de louange en l'honneur d'al-Ma‘mûn. Il s'illustra aussi dans le genre de l'épigramme satirique. Quelques citations de cette poésie sont données par Yaqût al-Rûmî.
On conserve surtout de lui deux ouvrages historiographiques en prose :
- le Kitâb Futûh al-Buldân (Livre des conquêtes des pays)[7], compte-rendu de l'expansion militaire de l'islam commençant par la fuite du prophète à Médine (622), organisé géographiquement en vingt-et-une sections de longueurs inégales (I : l'Arabie ; II : la Syrie ; III : la Haute-Mésopotamie ; IV : l'Arménie ; V : l'Afrique du Nord (de l'Égypte au Maroc) ; VI : l'Andalousie ; VII : les îles de la Méditerranée ; VIII : la Nubie ; IX : l'Iraq et la Perse ; X : la Médie ; XI : la Médie du Nord ; XII : l'Azerbaïdjan ; XIII : Mossoul ; XIV : Gorgan et Tabarestan ; XV : les districts du Tigre ; XVI : le Khouzistan ; XVII : le Fars et Kerman ; XVIII : le Sistan et Kaboul ; XIX : le Khorasan ; XX : le Sind ; XXI : appendices) ; batailles livrées, traités conclus avec les différents peuples conquis, fondations de cités nouvelles ; également des développements socio-culturels précieux (ex.: sur le remplacement du grec et du persan par l'arabe comme langue officielle, sur l'histoire de l'écriture arabe, ou sur la fiscalité, la monnaie, les actes de chancellerie, les sceaux, etc.) ; déjà considéré par al-Mas‘ûdî comme la source la plus riche sur les conquêtes musulmanes.

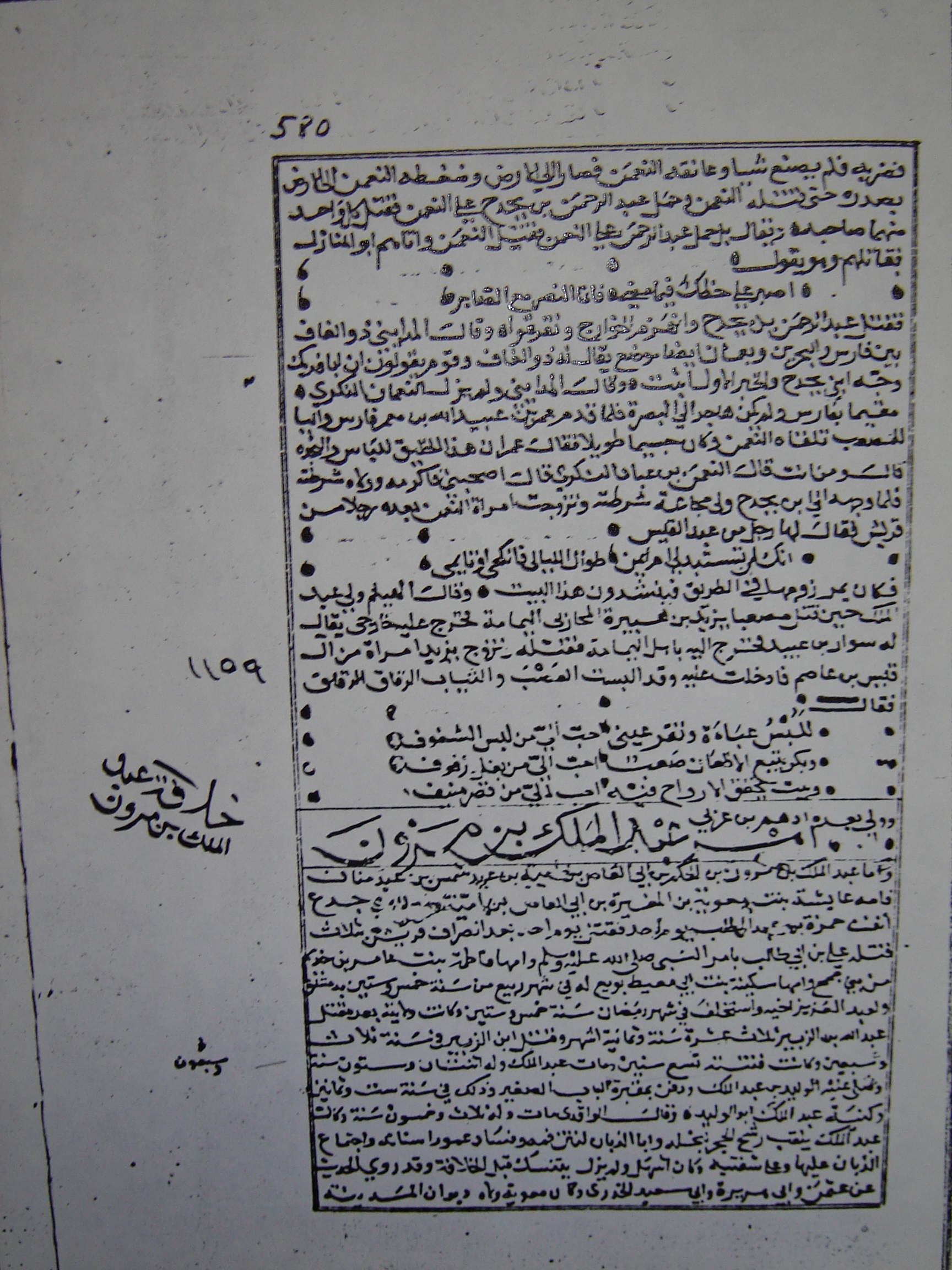
Ansâb al-Ashrâf (manuscrit d'Istanbul)

- le Kitâb Ansâb al-Ashrâf (Livre de la généalogie des nobles)[8], histoire des débuts de l'islam sous l'angle de la généalogie des familles de pure origine arabe, descendant des compagnons du prophète (et au début l'ascendance des différentes branches des Qurayshites) ; la grande histoire traitée dans les biographies des califes ; texte très volumineux (1 227 feuillets dans un manuscrit d'Istanbul contenant l'intégralité de l'ouvrage, copié vers l'an 1000 au Caire) ; parmi ses sources principales, le Kitâb al-Aṣnâm d'Hishâm ibn al-Kalbî, et le Ta’rîkh al-Ashrâf de Haytham ibn ‘Adî (ce dernier texte étant perdu).

## Éditions
- Michael Jan de Goeje (éd.), Kitâb Futûh al-Buldân / Liber expugnationis regionum, Leyde, E. J. Brill, 1866 ; réimpr. 1968, et 2013.
- Philip Khuri Hitti (trad.), The Origins of the Islamic State. Part I (traduction anglaise du Kitâb Futûh al-Buldân), New York, Columbia University, 1916.
- Francis Clark Murgotten (trad.), The Origins of the Islamic State. Part II, New York, Columbia University, 1924.
- Shelomo Dov Goitein (éd.), The Ansāb al-Ashrāf of al-Balādhurī. Vol. V, Jérusalem, Hebrew University Press, 1936.
- Max Schloessinger (éd.), The Ansāb al-Ashrāf of al-Balādhurī. Vol. IV B, Jérusalem, Hebrew University Press, 1938.
- Muhammad Hamidullah (éd.), Aḥmad al-Balādhurī. Ansāb al-Ashrāf. Vol. I, Le Caire, Dâr al-Ma‘ârif, 1959.
- Max Schloessinger et Meir Jacob Kister (éds.), The Ansāb al-Ashrāf of al-Balādhurī. Vol. IV A, Jérusalem, Magnes Press at the Hebrew University, 1971.
- ‘Abd al-‘Aziz al-Dûrî (éd.), Aḥmad al-Balādhurī. Ansāb al-Ashrāf. III, Bibliotheca Islamica 28c, Wiesbaden, 1978.
- Iḥsân ‘Abbâs (éd.), Aḥmad al-Balādhurī. Ansāb al-Ashrāf. IV 1, Bibliotheca Islamica 28d, Wiesbaden, 1979.
- Khalil ‘Athamina (éd.), Aḥmad al -Balādhurī. Ansāb al-Ashrāf. Vol. VI B, The Max Schloessinger Memorial Series 7, Jérusalem, Hebrew University Press, 1993.
- Iḥsân ‘Abbâs (éd.), Aḥmad al-Balādhurī. Ansāb al-Ashrāf. V, Bibliotheca Islamica 28g, Beyrouth, 1996.
- Ramzî al-Ba‘albakî (éd.), Aḥmad al-Balādhurī. Ansāb al-Ashrāf. VII 1, Bibliotheca Islamica 28i, Beyrouth 1997.
- ‘Abd al-‘Aziz al-Dûrî et ‘Iṣâm ‘Uqla (éds.), Aḥmad al-Balādhurī. Ansāb al-Ashrāf. IV 2, Bibliotheca Islamica 28e, Wiesbaden, 2001.
- Muḥammad al-Ya‘lawî (éd.), Aḥmad al-Balādhurī. Ansāb al-Ashrāf. VII 2, Bibliotheca Islamica 28j, Beyrouth, 2002.
- Wilferd Madelung (éd.), Aḥmad al-Balādhurī. Ansāb al-Ashrāf. II, Bibliotheca Islamica 28b, Wiesbaden, 2003.
- Maḥmûd Firdaws al-‘Azm (éd.), Aḥmad ibn Yaḥyā al-Balādhurī. Ansāb al-Ashrāf, Damas, Dâr al-Yaqẓah al-‘Arabiyyah, 1996-2010 (25 vol.).